# María Beatriz de Este
María Beatriz de Este (María Beatrice d'Este; Módena, 7 de abril de 1750 - Viena, 14 de noviembre de 1829) fue una noble italiana, última descendiente de la antigua Casa de Este y fundadora de la nueva Casa de Austria-Este, así como duquesa de Massa y Carrara entre los periodos 1790 - 1796 y 1815 - 1829.

## Primeros años
María Beatriz nació el 7 de abril de 1750 en Módena, como la hija mayor de Hércules Reinaldo de Este, único heredero del ducado de Módena y Reggio, y María Teresa Cybo-Malaspina, duquesa de Massa y Carrara. 
Sus padres no eran felices y vivían separados; por ende, solo tuvieron dos hijos: María Beatriz y Reinaldo Francisco, nacido el 4 de enero de 1753. La muerte de Reinaldo a los cuatro meses (5 de mayo de 1753) llevó a que María Beatriz fuera reconocida como heredera de los títulos de su madre, pero no de los de su padre, ya que en los Estados Estenses estaba en vigor la ley sálica, que impedía la sucesión de las mujeres (y que por el contrario no se aplicaba en el Ducado de Massa y Carrara en virtud de un decreto imperial de Carlos V de 1529). 
Sus antepasados paternos incluyen a Luis XIII de Francia y Felipe II de Orleans, regente de Luis XV de Francia. Sus antepasados maternos eran miembros de la casa de Cybo-Malaspina, miembros de la nobleza italiana, y podrían incluir, en línea directa, hasta dos papas: Inocencio VIII y Alejandro VI.

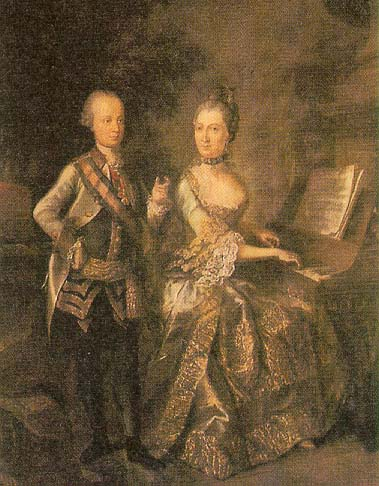
Fernando y María Beatriz.

## Matrimonio
Como última descendiente de la noble familia Este y como heredera de los dos pequeños estados toscanos, la joven princesa era muy buen partido para el matrimonio. En 1753 la emperatriz María Teresa intentó concertar un matrimonio entre María Beatriz y su hijo, el archiduque Leopoldo (futuro emperador del Sacro Imperio Romano, pero en ese momento sólo tercero en el orden de sucesión), en una unión a través de la cual los austríacos tenían como objetivo expandir su influencia en Italia. Por su parte, el duque de Módena Francisco III, abuelo de María Beatriz, pretendía de alguna manera mantener vivos los Estados Estenses (Stati Estensi), que eran feudos imperiales, y evitar que siguieran el camino del antiguo Ducado de Ferrara que había sido reincorporado por los Estados Pontificios como un feudo papal convertido vacante. Se firmaron dos tratados, uno público y otro secreto, pero la unión nunca se materializó debido a la muerte de un hermano mayor de Leopoldo en 1761 y el avance de este último en el orden hereditario de los Habsburgo Lorena. 
En cambio, María Beatriz fue prometida al hermano menor de Leopoldo, Fernando Carlos, que era cuatro años más joven que ella. La pareja se comprometió en 1763, cuando se firmó un nuevo tratado matrimonial que confirmaba plenamente los términos pactados en 1753, simplemente reemplazando el nombre de Leopoldo por el de Fernando. Como ambos prometidos eran muy jóvenes, el matrimonio no se celebró hasta 1771. En enero de ese año, la Dieta Perpetua de Ratisbona ratificó la futura investidura de Fernando como duque de Módena y Reggio. El 15 de octubre, María Beatriz y él se casaron finalmente en Milán, dando lugar así a la nueva casa de Austria-Este. Fiestas organizadas para la ocasión incluyen las óperas Ascanio in Alba por Mozart y Il Ruggiero por Johann Adolph Hasse.
Fernando asumió el cargo de gobernador de Milán, que hasta entonces, había sido ejercido interinamente por Francesco III de Este en aplicación de los tratados de 1753. La nueva pareja archiducal se instaló en Milán donde vivieron casi 25 años. Ahí, María Beatriz dio a luz a una numerosa descendencia de diez hijos, para deleite de la emperatriz María Teresa.
En 1780, a la muerte de Francisco III, Hércules III finalmente ascendió al trono de Parma y Reggio, y, cuando María Teresa Cybo-Malaspina murió en 1790, María Beatriz la sucedió como duquesa de Massa y Carrara; pero, a pesar de resultar una administradora escrupulosa, nunca se trasladó a su nuevo ducado.
Después de la conquista francesa del norte de Italia, en 1796, María Beatriz huyó junto a su familia de Milán y Módena. Pasaron la mayor parte de su vida en Austria, instalándose después de los primeros años cerca de la corte imperial de su sobrino Francisco II/I, en Viena, donde residieron en los Palacios Módena de Beatrixgasse y Herrengasse. Hércules III murió en Treviso en 1803 y Fernando falleció en 1806 sin poder sucederlo efectivamente en el trono de Módena y Reggio.
De acuerdo con el «principio de legitimidad» defendido por Metternich en el Congreso de Viena, María Beatriz fue restituida como soberana del Ducado de Massa y Principado de Carrara en 1815, y los feudos imperiales en Lunigiana, que no habían sido reconstituidos, también le fueron otorgados. Sin embargo, con un acuerdo en diciembre, los cedió a su hijo Francisco IV, que había sido instalado en el trono del ducado de Módena y Reggio, como heredero de su padre Fernando, a su vez considerado sucesor legal de Hércules III.
A su muerte, en 1829, fue sucedida también como soberana de Massa y Carrara por Francisco IV, quien en pocos años asimiló por completo el antiguo ducado toscano dentro de los Estados Estenses, como continuaron llamándose oficialmente sus dominios emilianos. La casa de Austria-Este gobernaría Módena hasta 1859; luego se extinguió en la línea masculina en 1875. Posteriormente, el apellido pasó en herencia testamentaria a otra rama de los Habsburgo Lorena: la actual casa de Austria-Este, aún desciende, en línea femenina, también de María Beatriz, a través de su hija María Teresa y su bisnieta lejana, Zita de Borbón-Parma, la última emperatriz y reina consorte de Austria-Hungría.

## Descendencia
Como se mencionó anteriormente, la pareja Austria-Este tuvo en total diez hijos, tres de los cuales murieron en la infancia:
- José Francisco (1772). Murió poco después de nacer.
- María Teresa (1773-1832), casada con Víctor Manuel I de Cerdeña, con descendencia.
- Josefa (1775-1777). Murió en la infancia.
- María Leopoldina (1776-1848), casada con Carlos Teodoro, elector de Baviera, sin descendencia, casada nuevamente con el conde Luis de Arco, con descendencia.
- Francisco (1779-1846), duque de Módena, casado con su sobrina María Beatriz de Saboya, con descendencia.
- Fernando Carlos (1781-1850), comandante en jefe del Ejército Austríaco durante las Guerras Napoleónicas. Murió soltero y sin descendencia.
- Maximiliano José (1782-1863), gran maestre de los Caballeros Teutónicos. Murió soltero y sin descendencia.
- María Antonia (1784-1786). Murió en la infancia.
- Carlos Ambrosio (1785-1809), Arzobispo de Budapest. Murió joven y sin descendencia.
- María Luisa (1787-1816), casada con su primo, el emperador Francisco I de Austria, sin descendencia.

## Títulos y tratamientos
Esta tabla aún no está actualizada. Puedes contribuir aportando información sobre títulos y tratamientos de esta persona.

## Órdenes
- Dama de primera clase de la Orden de la Cruz Estrellada.[4]

## Ancestros
| \| \| \| \| \| \| \| \| \| \| \| \| \| \| \| \| \| \| \| \| 8. Rinaldo d'Este Duque de Modena \| \| \| \| \| \| \| \| \| \| \| \| \| \| \| \| \| \| \| \| \| \| \| \| \| \| \| \| \| \| \| \| \| \| \| \| \| \| \| \| \| \| \| \| \| \| \| \| \| \| \| \| \| \| 4. Francesco III d'Este, Duque de Modena \| \| \| \| \| \| \| \| \| \| \| \| \| \| \| \| \| \| \| \| \| \| \| \| \| \| \| \| \| \| \| \| \| \| \| \| \| \| \| \| \| \| \| \| \| \| \| \| \| \| \| \| \| \| 9. Princesa Charlotte Felicitas de Brunswick \| \| \| \| \| \| \| \| \| \| \| \| \| \| \| \| \| \| \| \| \| \| \| \| \| \| \| \| \| \| \| \| \| \| \| \| \| \| \| \| \| \| \| \| \| \| \| \| \| \| \| \| \| \| 2. Ercole III d'Este, Duque de Modena \| \| \| \| \| \| \| \| \| \| \| \| \| \| \| \| \| \| \| \| \| \| \| \| \| \| \| \| \| \| \| \| \| \| \| \| \| \| \| \| \| \| \| \| \| \| \| \| \| \| \| \| \| \| 10. Duque Philippe II de Orléans \| \| \| \| \| \| \| \| \| \| \| \| \| \| \| \| \| \| \| \| \| \| \| \| \| \| \| \| \| \| \| \| \| \| \| \| \| \| \| \| \| \| \| \| \| \| \| \| \| \| \| \| \| \| 5. Princesa Charlotte Aglaé d'Orléans \| \| \| \| \| \| \| \| \| \| \| \| \| \| \| \| \| \| \| \| \| \| \| \| \| \| \| \| \| \| \| \| \| \| \| \| \| \| \| \| \| \| \| \| \| \| \| \| \| \| \| \| \| \| 11. Princesa Françoise Marie de Bórbon \| \| \| \| \| \| \| \| \| \| \| \| \| \| \| \| \| \| \| \| \| \| \| \| \| \| \| \| \| \| \| \| \| \| \| \| \| \| \| \| \| \| \| \| \| \| \| \| \| \| \| \| \| \| 1. Maria Beatrice d'Este, Duquesa de Massa \| \| \| \| \| \| \| \| \| \| \| \| \| \| \| \| \| \| \| \| \| \| \| \| \| \| \| \| \| \| \| \| \| \| \| \| \| \| \| \| \| \| \| \| \| \| \| \| \| \| \| \| \| \| 12. Carlo II Cybo-Malaspina, Duque de Massa \| \| \| \| \| \| \| \| \| \| \| \| \| \| \| \| \| \| \| \| \| \| \| \| \| \| \| \| \| \| \| \| \| \| \| \| \| \| \| \| \| \| \| \| \| \| \| \| \| \| \| \| \| \| 6. Alderano I Cybo-Malaspina, Duque de Massa \| \| \| \| \| \| \| \| \| \| \| \| \| \| \| \| \| \| \| \| \| \| \| \| \| \| \| \| \| \| \| \| \| \| \| \| \| \| \| \| \| \| \| \| \| \| \| \| \| \| \| \| \| \| 13. Teresa Pamphilj \| \| \| \| \| \| \| \| \| \| \| \| \| \| \| \| \| \| \| \| \| \| \| \| \| \| \| \| \| \| \| \| \| \| \| \| \| \| \| \| \| \| \| \| \| \| \| \| \| \| \| \| \| \| 3. Maria Teresa Cybo-Malaspina, Duquesa de Massa \| \| \| \| \| \| \| \| \| \| \| \| \| \| \| \| \| \| \| \| \| \| \| \| \| \| \| \| \| \| \| \| \| \| \| \| \| \| \| \| \| \| \| \| \| \| \| \| \| \| \| \| \| \| 14. Camillo III Gonzaga, Conde de Novellara \| \| \| \| \| \| \| \| \| \| \| \| \| \| \| \| \| \| \| \| \| \| \| \| \| \| \| \| \| \| \| \| \| \| \| \| \| \| \| \| \| \| \| \| \| \| \| \| \| \| \| \| \| \| 7. Ricciarda Gonzaga \| \| \| \| \| \| \| \| \| \| \| \| \| \| \| \| \| \| \| \| \| \| \| \| \| \| \| \| \| \| \| \| \| \| \| \| \| \| \| \| \| \| \| \| \| \| \| \| \| \| \| \| \| \| 15. Matilde d'Este \| \| \| \| \| \| \| \| \| \| \| \| \| \| \| \| \| \| \| \| \| \| \| \| \| \| \| \| \| \| \| \| \| \| \| \| \| \| \| \| \| \| \| \| \| \| \| \| \| \| \| \| |                                                  |  |  |  |  |  |  |  |  |  |  |  |  |  |  |  |
| |                                                  |  |  |  |  |  |  |  |  |  |  |  |  |  |  |  |
| | 8. Rinaldo d'Este Duque de Modena                |  |  |  |  |  |  |  |  |  |  |  |  |  |  |  |
| |                                                  |  |  |  |  |  |  |  |  |  |  |  |  |  |  |  |
| |                                                  |  |  |  |  |  |  |  |  |  |  |  |  |  |  |  |
| | 4. Francesco III d'Este, Duque de Modena         |  |  |  |  |  |  |  |  |  |  |  |  |  |  |  |
| |                                                  |  |  |  |  |  |  |  |  |  |  |  |  |  |  |  |
| |                                                  |  |  |  |  |  |  |  |  |  |  |  |  |  |  |  |
| | 9. Princesa Charlotte Felicitas de Brunswick     |  |  |  |  |  |  |  |  |  |  |  |  |  |  |  |
| |                                                  |  |  |  |  |  |  |  |  |  |  |  |  |  |  |  |
| |                                                  |  |  |  |  |  |  |  |  |  |  |  |  |  |  |  |
| | 2. Ercole III d'Este, Duque de Modena            |  |  |  |  |  |  |  |  |  |  |  |  |  |  |  |
| |                                                  |  |  |  |  |  |  |  |  |  |  |  |  |  |  |  |
| |                                                  |  |  |  |  |  |  |  |  |  |  |  |  |  |  |  |
| | 10. Duque Philippe II de Orléans                 |  |  |  |  |  |  |  |  |  |  |  |  |  |  |  |
| |                                                  |  |  |  |  |  |  |  |  |  |  |  |  |  |  |  |
| |                                                  |  |  |  |  |  |  |  |  |  |  |  |  |  |  |  |
| | 5. Princesa Charlotte Aglaé d'Orléans            |  |  |  |  |  |  |  |  |  |  |  |  |  |  |  |
| |                                                  |  |  |  |  |  |  |  |  |  |  |  |  |  |  |  |
| |                                                  |  |  |  |  |  |  |  |  |  |  |  |  |  |  |  |
| | 11. Princesa Françoise Marie de Bórbon           |  |  |  |  |  |  |  |  |  |  |  |  |  |  |  |
| |                                                  |  |  |  |  |  |  |  |  |  |  |  |  |  |  |  |
| |                                                  |  |  |  |  |  |  |  |  |  |  |  |  |  |  |  |
| | 1. Maria Beatrice d'Este, Duquesa de Massa       |  |  |  |  |  |  |  |  |  |  |  |  |  |  |  |
| |                                                  |  |  |  |  |  |  |  |  |  |  |  |  |  |  |  |
| |                                                  |  |  |  |  |  |  |  |  |  |  |  |  |  |  |  |
| | 12. Carlo II Cybo-Malaspina, Duque de Massa      |  |  |  |  |  |  |  |  |  |  |  |  |  |  |  |
| |                                                  |  |  |  |  |  |  |  |  |  |  |  |  |  |  |  |
| |                                                  |  |  |  |  |  |  |  |  |  |  |  |  |  |  |  |
| | 6. Alderano I Cybo-Malaspina, Duque de Massa     |  |  |  |  |  |  |  |  |  |  |  |  |  |  |  |
| |                                                  |  |  |  |  |  |  |  |  |  |  |  |  |  |  |  |
| |                                                  |  |  |  |  |  |  |  |  |  |  |  |  |  |  |  |
| | 13. Teresa Pamphilj                              |  |  |  |  |  |  |  |  |  |  |  |  |  |  |  |
| |                                                  |  |  |  |  |  |  |  |  |  |  |  |  |  |  |  |
| |                                                  |  |  |  |  |  |  |  |  |  |  |  |  |  |  |  |
| | 3. Maria Teresa Cybo-Malaspina, Duquesa de Massa |  |  |  |  |  |  |  |  |  |  |  |  |  |  |  |
| |                                                  |  |  |  |  |  |  |  |  |  |  |  |  |  |  |  |
| |                                                  |  |  |  |  |  |  |  |  |  |  |  |  |  |  |  |
| | 14. Camillo III Gonzaga, Conde de Novellara      |  |  |  |  |  |  |  |  |  |  |  |  |  |  |  |
| |                                                  |  |  |  |  |  |  |  |  |  |  |  |  |  |  |  |
| |                                                  |  |  |  |  |  |  |  |  |  |  |  |  |  |  |  |
| | 7. Ricciarda Gonzaga                             |  |  |  |  |  |  |  |  |  |  |  |  |  |  |  |
| |                                                  |  |  |  |  |  |  |  |  |  |  |  |  |  |  |  |
| |                                                  |  |  |  |  |  |  |  |  |  |  |  |  |  |  |  |
| | 15. Matilde d'Este                               |  |  |  |  |  |  |  |  |  |  |  |  |  |  |  |
| |                                                  |  |  |  |  |  |  |  |  |  |  |  |  |  |  |  |
| |                                                  |  |  |  |  |  |  |  |  |  |  |  |  |  |  |  |